# Melville-Saltcoats (circonscription saskatchewanaise)
Pour les articles homonymes, voir Melville et Saltcoats.
Circonscription électorale provinciale du Canada
Melville-Saltcoats est une circonscription électorale provinciale de la Saskatchewan au Canada. Elle est représentée à l'Assemblée législative de la Saskatchewan depuis 2003.

## Géographie
En 2024, la circonscription comprend :
- Les communautés de Melville, Langenburg, Esterhazy, Tantallon (en), Gerald (en), Yarbo (en), Zeneta (en), Hazel Cliffe, Stockholm (en), Dubuc, Atwater, Bird's Point (en), Pelican Shores (en), West End (en), Sunset Beach (en), Greenspot (en), Moose Bay (en), Exner's Twin Bays (en), Melville Beach (en), Killaly, Neudorf (en), Lemberg, Cana, Waldron (en), Bangor, Langenburg, Churchbridge, Beresina, Bredenbury, Saltcoats, McKim, Otthon (en), Calder (en) en MacNutt (en).
- Les municipalités rurales de Spy Hill No 152 (en), Fertile Belt No 183 (en),Grayson No 184 (en), Mcleod No 185 (en), Churchbirdge No 211 (en), Saltcoats No 213 (en), Cana No 214 (en), Calder No 241 (en) et Wallace No 243 (en).
- Les communautés Premières Nations de Cowessess (en), Shesheep 74A (en) et Minoahchak 74C (en).

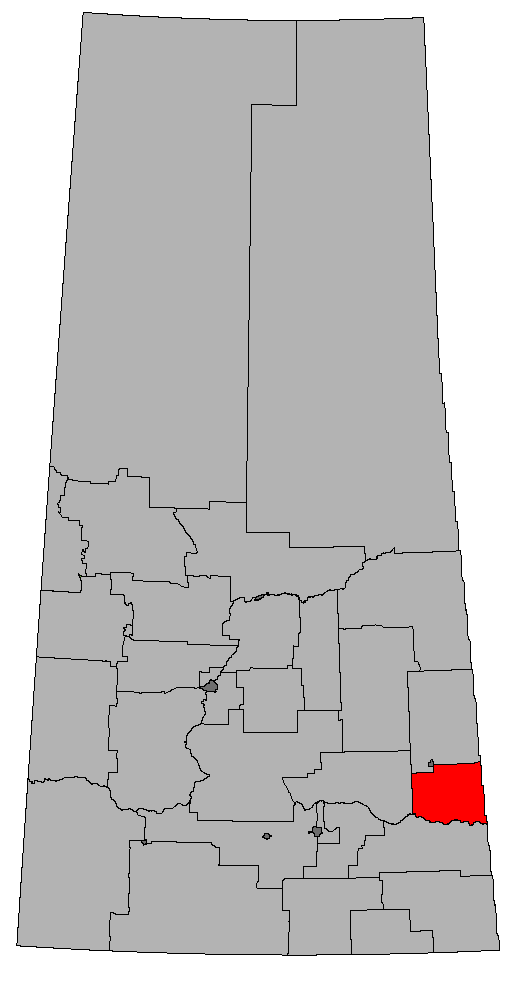
Frontière de la circonscription en 2016.
Frontière de la circonscription en 2022.

## Liste des députés
| Parlement                                      | Années                                         | Député                                         | Député                                         | Parti                                          |
| Melville-Saltcoats                             | Melville-Saltcoats                             | Melville-Saltcoats                             | Melville-Saltcoats                             | Melville-Saltcoats                             |
| Circonscription issue de Saltcoats et Melville | Circonscription issue de Saltcoats et Melville | Circonscription issue de Saltcoats et Melville | Circonscription issue de Saltcoats et Melville | Circonscription issue de Saltcoats et Melville |
| ---------------------------------------------- | ---------------------------------------------- | ---------------------------------------------- | ---------------------------------------------- | ---------------------------------------------- |
| 25e                                            | 2003–2007                                      |                                                | Bob Bjornerud                                  | Saskatchewanais                                |
| 26e                                            | 2007–2011                                      |                                                | Bob Bjornerud                                  | Saskatchewanais                                |
| 27e                                            | 2011–2016                                      |                                                | Bob Bjornerud                                  | Saskatchewanais                                |
| 28e                                            | 2016–2020                                      |                                                | Warren Kaeding                                 | Saskatchewanais                                |
| 29e                                            | 2020–2024                                      |                                                | Warren Kaeding                                 | Saskatchewanais                                |
| 30e                                            | 2024–en cours                                  |                                                | Warren Kaeding                                 | Saskatchewanais                                |